# KATHARSIVILIZATION
『KATHARSIVILIZATION』（カタルシビリゼーション）は、日本のロックバンドDOESの5枚目のアルバム。2012年5月9日、キューンレコードよりリリース。

## 概要
- テーマカラーを白というコンセプトの元で制作[2][4]。アルバムタイトルの由来はカタルシス(Katharsis)と文明(Civilization）を掛け合わせた造語[1]であり、タイトルに基づいて人間ひとりひとりの精神をさらけ出して浄化し、より明るく前向きに進むイメージを表現した[3][4]。
- 当アルバムは、通常盤と、LPアナログ盤の2形態で発売された。

## 収録曲
1. 今を生きる
2. アクロス・ザ・ライフ
3. ナイスデイ
4. アルバトロス
5. ダンスホール・ガール
6. カタルシス
7. サンダーライト
8. ブルーナイト
9. トライブ・ドライブ
10. ビタミンU
11. ライカの夢
12. ブライテンA
13. これからここから

作詞・作曲:氏原ワタル(#ALL)
編曲:DOES(#ALL)、田中ユウスケ(#12)